# کاشیهارا، نارا
کاشیهارا در استان نارا در کشور ژاپن  واقع شده‌است  که دارای جمعیت ۱۲۴٬۶۷۹ نفر و مساحت ۳۹٫۵۲ کیلومتر مربع با تراکم جمعیت ۳٬۱۵۵  نفر در کیلومترمربع است و در تاریخ ۱۱ فوریه ۱۹۵۶ به عنوان شهر شناخته شد.